# Plášť (zoologie)
Plášť (latinsky pallium) je jedna ze základních částí měkkýšů. Jedná se o vrchní část těla měkkýšů, která pokrývá tělo živočicha. Po jeho spodní straně tvoří plášťový vak, ve které jsou umístěny dýchací orgány. Povrch a okraj pláště vytváří schránku, která je většinou vnější, někdy však může být vnitřní či zcela chybí (například u hlavonožců).